# Amphiesma leucomystax
Amphiesma leucomystax este o specie de șerpi din genul Amphiesma, familia Colubridae, descrisă de David, Bain, Quang Truong, Orlov, Vogel, Ngoc Thanh și Arthur William Ziegler în anul 2007. A fost clasificată de IUCN ca specie cu risc scăzut. Conform Catalogue of Life specia Amphiesma leucomystax nu are subspecii cunoscute.